# Mîhailivka, Novomoskovsk
Mîhailivka (în ucraineană Михайлівка) este localitatea de reședință a comunei Mîhailivka din raionul Novomoskovsk, regiunea Dnipropetrovsk, Ucraina.

## Demografie
Componența lingvistică a localității Mîhailivka
     Ucraineană (91,59%)
     Rusă (6,9%)
     Alte limbi (0,44%)
Conform recensământului din 2001, majoritatea populației localității Mîhailivka era vorbitoare de ucraineană (91,59%), existând în minoritate și vorbitori de rusă (6,9%).